# NS 1600

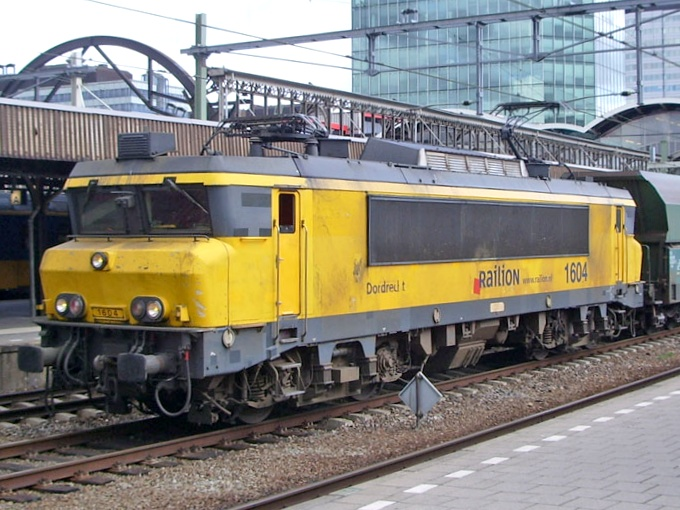
Lok 1604 vid Utrecht Centraal

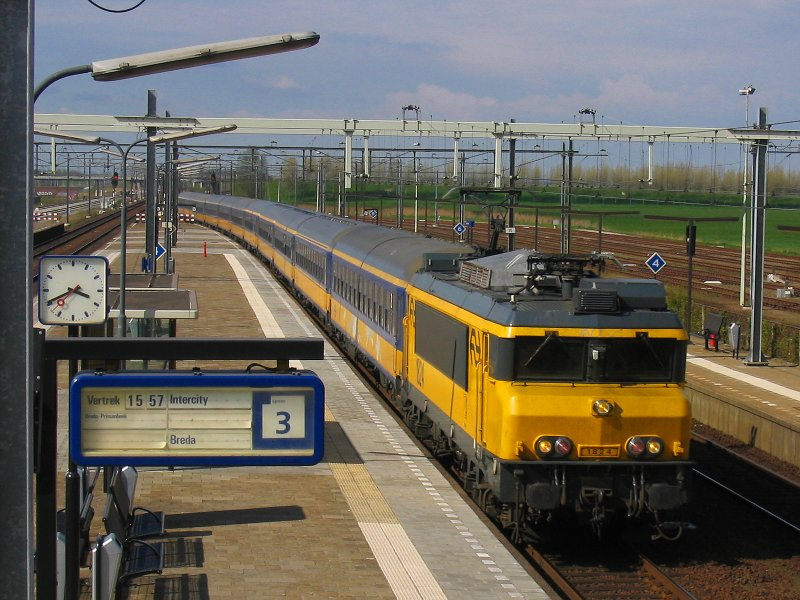
NS 1824 på station Lage-Zwaluwe

NS 1600-, 1700- och 1800-serien är en elloksserie som Nederlandse Spoorwegen använde mellan 1981 och 2015. Tillverkaren av serien är Alstom.
Ett lok ur lokserien (NS 1607) drog 1987 världens längsta tåg (60 vagnar). Rekordloket skrotades 2015.[källa behövs]